# Liste d'espèces d'oiseaux décrites entre 1991 et 1995
De nouvelles espèces vivantes sont régulièrement définies chaque année.

L'apparition d'une nouvelle espèce dans la nomenclature peut se faire de trois manières principales :
- découverte dans la nature d'une espèce totalement différente de ce qui est connu jusqu'alors,
- nouvelle interprétation d'une espèce connue qui s'avère en réalité être composée d'une ou plusieurs espèces proches mais bien distinctes. Ce mode d'apparition d'espèce est en augmentation depuis qu'il est possible d'analyser très finement le génome par des méthodes d'étude et de comparaison des ADN, ces méthodes aboutissant par ailleurs à des remaniements de la classification par une meilleure compréhension de la parenté des taxons (phylogénie). Pour ce type de création de nouvelles espèces, deux circonstances sont possibles : soit une sous-espèce déjà définie est élevée au statut d'espèce, auquel cas le nom, l'auteur et la date sont conservés, soit il est nécessaire de donner un nouveau nom à une partie de la population de l'ancienne espèce,
- découverte d'une nouvelle espèce par l'étude plus approfondie des spécimens conservés dans les musées et les collections.

Ces trois circonstances ont en commun d'être soumises au problème du nombre de spécialistes mondiaux compétents capables de reconnaître le caractère nouveau d'un spécimen. C'est une des raisons pour lesquelles le nombre d'espèces nouvelles chaque année, dans une catégorie taxinomique donnée, est à peu près constant. 
Pour bien préciser le nom complet d'une espèce, le (ou les) auteur(s) de la description doivent être indiqués à la suite du nom scientifique, ainsi que l'année de parution dans la publication scientifique. Le nom donné dans la description initiale d'une espèce est appelé le basionyme. Ce nom peut être amené à changer par la suite pour différentes raisons.
Dans la mesure du possible, ce sont les noms actuellement valides qui sont indiqués, ainsi que les découvreurs, les pays d'origine et les publications dans lesquelles les descriptions ont été faites.

## 1991

### Espèces décrites en 1991
- Gallirallus rovianae Diamond, 1991

Rallidé (►Wikispecies)
Source : Auk 108 p.462
- Cisticola dorsti Chappuis et Erard, 1991

Cisticolidé découvert sur la rivière Shabeele en Somalie (►Wikispecies)
Source : Bull. Brit. Orn. Cl. 111 p. 59-70
- Gonolek de Bulo Burti (Laniarius liberatus Arctander, Fjeldsa et Amir, 1991)

Malaconotidé découvert en Somalie (►Wikispecies)
Source : Ibis 133 : 227-235.
- Pnoepyga immaculata Martens et Eck, 1991

Timaliidé découvert au Népal (►Wikispecies)
Source : Journal für Ornithologie 132 : 179-198
- Glaucidium bolivianum Konig 1991

Strigidé découvert en Bolivie (►Wikispecies)
Source : Ökologie der Vögel 13 : 36-45
- Chevêchette des Yungas (Glaucidium peruanum C. Konig, 1991)

Strigidé découvert au Pérou (►Wikispecies)
Source : Ökologie der Vögel 13 : 56-61
- Batara du Rondônia (Clytoctantes atrogularis S. Lanyon, Stotz et Willard, 1991)

Thamnophilidé découvert dans l'État du Rondônia au Brésil (►Wikispecies)
Source : Wilson Bull. 102 : 571-580
- Nannopsittaca dachilleae O'Neill, Munn et Franke, 1991

Psittacidé découvert au Brésil (►Wikispecies)
Source : Auk 108 : 225,226

### Sous-espèces vivantes nouvelles (1991)
- Streptoprocne biscutata seridoensis Sick, 1991.

Martinet (Apodidés) découvert au Brésil (►Wikispecies)
Source : Bull. Brit. Orn. Cl. 111(1) : 39.
- Nonnula ruficapilla inundata Novaes, 1991.

Bucconidé découvert au Brésil (►Wikispecies)
Source : Bull. Brit. Orn. Cl. 111(4) : 187.
- Xiphocolaptes major estebani Cardoso da Silva, Novaes & Oren, 1991

Furnariidé.

### Espèces fossiles et subfossiles (1991)
- Gallistrix auceps Olson et James, 1991

Strigidé découvert dans l'île de Kauai (Hawaii).
- Gallistrix erdmani Olson et James, 1991

Strigidé découvert dans l'île de Maui (Hawaii).
- Gallistrix geleches Olson et James, 1991

Strigidé découvert dans l'île de Molokai (Hawaii).
- Gallistrix orion Olson et James, 1991

Strigidé découvert dans l'île d'Oahu (Hawaii).
- Dendroscansor decurvirostris Millener & Worthy, 1991

Acanthisittidé découvert dans l'île du Sud de Nouvelle-Zélande.

## 1992

### Espèces décrites en 1992
- Leucosticte sillemi Roselaar, 1992[1] (►Wikispecies)
- Phylloscopus sichuanensis Olsson, Alstrom et Colston, 1992[2].
- Grallaire de Kaestner Grallaria kaestneri Stiles, 1992

Formicariidé découvert dans l'est des Andes de Colombie (►Wikispecies).
- Cypseloides storeri Navarro, Peterson, Escalante et Benitez, 1992

Apodidé découvert au Mexique.
- Phylloscartes kronei Willis et Oniki, 1992

Tyrannidé découvert au Brésil.

### Sous-espèces vivantes nouvelles (1992)
- Heliobletus contaminatus camargoi Silva and Stotz, 1992 (►Wikispecies).

Bull. Brit. Orn. Cl. 112(2):98.
- Aramides cajanea avicenniae Stotz, 1992 (►Wikispecies).

Bull. Brit. Orn. Cl. 112(4):232.
- Geositta tenuirostris kalimayae Krabbe, 1992

Furnariidé.
- Heliobletus contaminatus camargoi Cardoso da Silva & Stotz, 1992

Furnariidé.

### Espèces fossiles et subfossiles (1992)
- Macropygia heana Steadman, 1992

Colombidé découvert dans l'Holocène des îles Marquises.
- Macropygia arevarevauupa Steadman, 1992

Colombidé découvert dans l'Holocène d'Huahine en Polynésie française.
- Gallicolumba nui Steadman, 1992

Colombidé découvert dans l'Holocène des îles Marquises.
- Quercypsitta sudrei Mourer-Chauviré, 1992

Psittacidé
- Quercypsitta ivani Mourer-Chauviré, 1992

Psittacidé
- Foro panarium Olson, 1992

Cuculiforme (?) découvert dans le Wyoming.
- Macranhinga paranensis Noriega, 1992

Anhingidé.
- Balearica exigua Feduccia et Voorhies, 1992

Gruidé.

## 1993

### Espèces décrites en 1993
- Heliangelus zusii Graves, 1993

Colibri .
- Phylloscopus hainanus Olsson, Alstrom et Colston, 1993[7].

### Sous-espèces nouvelles (1993)
- Myiobius erythrurus purusianus Parkes et Panza, 1993.

Bull. Brit. Orn. Cl. 113(1):22.
- Penelope superciliares cyanosparius Nardelli, 1993.

Source : Mitu mitu, 10
- Penelope superciliares alagoensis Nardelli, 1993.

Source : Mitu mitu, 11
- Crax fasciolata xavieri Nardelli, 1993.

Source : Mitu mitu, 13
- Atlapetes rufinucha terborghi Remsen, 1993

Source : Proc. Biol. Soc. Wash. 106 : 429-435

### Espèces fossiles et subfossiles (1993)
- Pengana robertbolesi Boles, 1993

Découvert dans le Tertiaire du Queensland (Australie).
- Coturnix gomerae Jaume, McMinn et Alcover, 1993

Phasianidé découvert aux Canaries.
- Orthonyx kaldowinyeri Boles, 1993

Passereau orthonychidé découvert dans le Miocène du Queensland.

## 1994

### Espèces décrites en 1994
- Doliornis remseni Robbins, Rosenberg et Molina, 1994

Cotingidé découvert dans les Andes équatoriennes (►Wikispecies).
Source : Auk 111 : 2-7
- Xenoperdix udzungwensis Dinesen, Lehmberg, Svendsen, Hansen et Fjeldså, 1994

Source : Ibis 136 : 2-11
- Mérulaxe à diadème (Scytalopus schulenbergi Whitney, 1994)

Rhinocryptidé découvert près de La Paz en Bolivie. Cette espèce s'est avérée par la suite assez commune dans son secteur, au-dessus de 900 m., à la fois en Bolivie et dans la région adjacente du Pérou.
Wilson Bull., 106 : 588-593
- Nyctiprogne vieillardi (Lencioni-Neto, 1994)

Caprimulgidé découvert au Brésil
Source : Alauda 62 : 241-245
Basionyme : Chordeiles vieilliardi Lencioni-Neto, 1994.

### Sous-espèces nouvelles (1994)
- Celeus torquatus pieteroyensi Oren, 1994[8].
- Ara macao cyanoptera Wiedenfeld, 1994

Psittacidé. Sous-espèce répandue du Mexique au Nicaragua.

### Espèces fossiles et subfossiles (1994)
- Berruornis orbisantiqui Mourer-Chauviré, 1994

Strigiforme sophiornithidé découvert dans le Paléocène de Cernay (France).
- Presbyornis isoni Olson, 1994

Ansériforme presbyornithidé découvert dans le Paléocène du Maryland.
- Messelastur gratulator Peters, 1994

Découvert dans l'Éocène.
- Petit-duc de Gruchet (Mascarenotus grucheti Mourer-Chauviré, Bour, Moutou et Ribes, 1994)

Strigidé découvert à la Réunion.

## 1995

### Espèces décrites en 1995
- Phylloscopus emeiensis Alstrom et Olson, 1995

Source : Ibis, 137 : 459-468
- Synallaxis whitneyi Pacheco and Gonzaga, 1995.

Source : Ararajuba, 3 : 4.
- Hylexetastes brigidai Silva, Novaes et Oren, 1995.

Source : Bull. Brit. Orn. Cl., 115 (4) : 200.
- Centrocercus minimus Braun et Young, 1995

Source : Wilson Ornithological Society
- Caprimulgus solala Safford, Ash, Duckworth, Telfer et Zewdie, 1995

Source : Ibis, 137 (3) : 301-307.
- Puffinus atrodorsalis Shirihai, Sinclair et Colston, 1995

Source : Bulletin B.O.C., 115 (2) : 75-87.
- Phylloscartes beckeri Gonzaga et Pacheco, 1995

Tyrannidé découvert au Brésil
Source : Bull. Brit. Orn. Cl., 115 : 88-97.
- Stymphalornis acutirostris Bomschein, Reinert et Teixeira, 1995

Thamnophilidé découvert au Brésil.
Source : Pub. Tecn. Cient. Inst. Iguacu Pesq. Preserv. Amb. 1 : 11-13.
- Glaucidium parkeri Robbins et Howell, 1995

Source : Wilson Bull., 107 : 1-6.

### Espèces fossiles (1995)
- Confuciusornis sanctus Hou, Zhou, Gu et Gang, 1995

Confuciusornithidé découvert dans le crétacé inférieur de la province de Liaoning en Chine.
- Messelornis russeli Mourer-Chauviré, 1995

Messelornithidé découvert en France (Cernay)
- Meganhinga chilensis Alvarenga, 1995

Anhingidé.
- Larus perpetuus Emslie, 1995

Laridé.
- Larus lacus Emslie, 1995
- Menura tyawanoides Boles, 1995

Ménuridé découvert dans le Queensland (Australie).

### Sous-espèces vivantes nouvelles (1995)
- Caprimulgus hirundinaceus vieilliardi Ribon, 1995.

Source : Rev. Bras. Zool., 12 (2) : 334.
- Hylexetastes perrotii brigidai Cardoso da Silva, Novaes & Oren, 1995

Furnariidé.